# Serotip
Serotíp ali serovár je antigenska različica mikroorganizma iste vrste, dokazljiva s specifičnimi protitelesi.
Določanje serotipa (serotipizacija) virusa ali bakterije lahko temelji na različnih opazovanih lastnostih, npr. osnovi na virulence, lipopolisaharidov pri gramnegativnih bakterijah, prisotnost eksotoksinov (npr. prisotnost toksina oslovskega kašlja pri bakteriji Bordetella pertussis), plazmidov, fagov, z določanjem genetskega profila (npr, s pomočjo verižne reakcije s polimerazo) in glede na druge dejavnike, ki omogočajo razvrstitev znotraj iste vrste.